# Menhir du Tertre Gicquel
Le menhir du Tertre Gicquel, appelé aussi menhir des Cohardais, est un menhir situé sur la commune de Lusanger dans le département de la Loire-Atlantique.

## Description
Le menhir est constitué d'une grande dalle parallélépipédique en quartzite qui mesure 1,94 m de hauteur sur 1 m de large pour une épaisseur moyenne de 0,76 m. Le Tertre Gicquel est une élévation naturelle qui servit de carrière.
Un second bloc du même type était autrefois visible sur place. Il fut transporté à Louisfert pour la construction du Calvaire mégalithique où il demeure encore.